# NGC 7167
NGC 7167 је спирална галаксија у сазвежђу Водолија која се налази на NGC листи објеката дубоког неба.
Деклинација објекта је - 24° 37' 59" а ректасцензија 22h 0m 30,8s. Привидна величина (магнитуда) објекта NGC 7167 износи 12,2 а фотографска магнитуда 12,9. NGC 7167 је још познат и под ознакама ESO 532-9, MCG -4-52-1, AM 2157-245, IRAS 21576-2452, PGC 67816.